# Senegal na Mistrzostwach Świata w Lekkoatletyce 2015
Senegal na Mistrzostwach Świata w Lekkoatletyce 2015 – reprezentacja Senegalu podczas Mistrzostw Świata w Pekinie liczyła 1 zawodnika, który nie zdobył medalu.

## Występy reprezentantów Senegalu
| Konkurencja                         | Zawodnik      | Eliminacje | Eliminacje | Półfinał | Półfinał | Finał    | Finał   |
| Konkurencja                         | Zawodnik      | Rezultat   | Pozycja    | Rezultat | Pozycja  | Rezultat | Pozycja |
| ----------------------------------- | ------------- | ---------- | ---------- | -------- | -------- | -------- | ------- |
| Bieg na 400 m przez płotki mężczyzn | Amadou Ndiaye | 52,40      | 39.        | NQ       | NQ       | NQ       | NQ      |